# Бабёгурский национальный парк
Бабёгурский, или Бабьёгурский национальный парк (пол. Babiogórski Park Narodowy) — национальный парк на юге Польши, расположен в Малопольском воеводстве, на границе со Словакией.

## География
Площадь парка составляет 33,92 км², из которых 31,98 км² занимают леса, а 0,12 км² — внутренние воды. Включает северный и часть южного склона горы Бабья (1725 м) — самой высокой части массива Западные Бескиды.

## История
В 1933 году на этом месте был создан заповедник, который 30 октября 1954 года был объявлен национальным парком. С 1976 года был включён ЮНЕСКО в список биосферных заповедников в рамках программы «Человек и биосфера». В 2001 году территория биосферного заповедника была расширена.

## Флора и фауна
На территории парка встречаются 105 видов птиц, а также такие виды млекопитающих, как: европейские бурые медведи, евразийские волки, обыкновенные лисицы, куницы, кабаны, обыкновенные рыси и др. В парке произрастают около 500 видов сосудистых растений и около 200 видов мхов, лишайников, водорослей и др. Имеются такие виды деревьев, как: бук европейский, ель обыкновенная, пихта белая, сосна горная, рябина обыкновенная и др.

## Галерея
- Карта Бабёгурского парка